# Куялово
Куя́лово  (фин. Kujala)  — деревня в Кузьмоловском городском поселении Всеволожского района Ленинградской области.

## История
Куялово в середине XIX века представляло собой один из хуторов большой деревни Варколово.
Появляется на карте как группа из шести домов под именем Варколова в 1860 году.
Первое письменное упоминание Куялово — «Списки населённых мест» за 1896 год:

КУЯЛОВО — посёлок (он же часть деревни Вараколово) на земле седьмого сельского общества 10 дворов, 43 м. п., 45 ж. п., всего 88 чел.

ВАРАКОЛОВО — деревня, состояла из посёлков: Хейлози (Хейлази), Куяломяки (Куялово), Аутионмяки (Аудиомяки), Вараколово, Кузьмолово. (1896 год)

В конце XIX — начале XX века деревня административно относилась к Токсовской волости 2-го стана Шлиссельбургского уезда Санкт-Петербургской губернии. 
Отдельная деревня под названием Куялова из 10 дворов появляется на картах в 1909 году.
Согласно переписи населения СССР 1926 года:

КУЯЛА — деревня Кузьмоловского сельсовета Токсовской волости Ленинградского уезда, 15 хозяйств, 77 душ.

Из них: русских — 1 хозяйство, 4 души; ингерманландцев — 13 хозяйств, 69 душ; суоми — 1 хозяйство, 4 души. (1926 год)

В 1928 году население деревни составляло 80 человек.

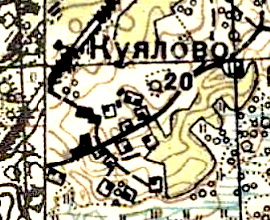
Деревня Куялово на карте 1931 года

Согласно топографической карте РККА 1931 года деревня насчитывала 20 дворов.
По административным данным 1933 года деревня Куялово относилась к Копитоловскому сельсовету Куйвозовского района.
Согласно переписи населения СССР 1939 года:

КУЯЛОВО — деревня Капитоловского сельсовета Парголовского района, 143 чел. (1939 год)

До 1942 года — место компактного проживания ингерманландских финнов.
В 1958 году население деревни составляло 190 человек.
1 апреля 1961 года деревня Куялово была включена в черту рабочего посёлка Кузьмоловский.
По данным 1973 и 1990 годов в административном подчинении Кузьмоловского поселкового совета находился посёлок Куялово.
В 1997 году в деревне Куялово проживали 18 человек, в 2002 году — 25 человек (русских — 48%), в 2007 году — 38.

## География
Деревня находится в центральной части района к западу от автодороги 41К-065 (Санкт-Петербург — Матокса), к северу от деревни Кузьмолово и к югу от Токсова.
Расстояние до административного центра поселения 3 км.
Близ деревни проходит железнодорожная линия Приозерского направления.
Местность, где расположена деревня — моренные холмы, остатки ледникового периода.

## Демография
| 2007 | 2010 | 2017 |
| ---- | ---- | ---- |
| 38   | ↗66  | ↗100 |

Национальный состав
Согласно данным Всероссийской переписи населения 2021 года в деревне проживали 258 человек, из них:
 русские — 242, казахи — 5, евреи — 2, другие национальности — 2 человека, остальные национальность не указали.

## Инфраструктура
В деревне ведётся активное коттеджное строительство.

## Улицы
10-й квартал, Беговая, Берёзовая, Васильковая, Горная, Лесная, Липовая, Лиственная, Луговая, Межевая, Ольховый переулок, Пасечная, Песчаная, Платановая, Рябиновая, Сиреневый переулок, Солнечная, Сосновая, Хвойная, Цветочный переулок, Центральная, Юбилейная, Ягодная.